# Application hybride
 (septembre 2020).
Si vous disposez d'ouvrages ou d'articles de référence ou si vous connaissez des sites web de qualité traitant du thème abordé ici, merci de compléter l'article en donnant les références utiles à sa vérifiabilité et en les liant à la section « Notes et références ».
Une application hybride est une application utilisant le navigateur web intégré du support (Smartphone ou tablette) et les technologies Web (HTML, CSS et Javascript) pour fonctionner sur différents OS (iOS, Android, Windows Phone, etc.). Une telle application utilise les fonctionnalités natives des Smartphones et peut être distribuée sur les plateformes d’applications telles que l'AppStore, le Google Play, etc..
Les performances d'une application hybride sont souvent inférieures à celles d'une application native, développées spécifiquement pour IOS et Android. Cette technologie ne convient que dans certains cas, si les besoins de développement sont simples, de plus les multitudes de framework sur le marché ne permet pas aujourd'hui d'avoir une visibilité en termes de pérennité, les coûts de maintenance peuvent dans certains cas dépasser le gain acquis lors de la phase de développement.

## React Native
Le React Natif est un framework open source qui transfère les concepts de développement web dans le développement mobile. Bien que le langage en développement pour ces applications soit JavaScript ; le résultat est une véritable application native mais uniquement pour les plateformes iOS et Android, pas pour les navigateurs Web.

### Gain de temps
L’un des avantages les plus significatifs et les plus évidents de l’utilisation du framework React Native par rapport à l’option native est qu'on gagne beaucoup de temps. Il n'est pas nécessaire de développer deux applications différentes et, au lieu d’utiliser des codes différents, on peut utiliser le même code source pour les plates-formes iOS et Android.
- Gain de temps dans la conception
- Gain de temps dans la mise en place des évolutions

### Transition en douceur
Pour les développeurs Web qui viennent de se lancer dans le développement d’applications mobiles, le cadre natif de React sera plus facile à adopter. Parce que cela fonctionne avec JavaScript, on maîtrise plus facilement la plupart des concepts. Au lieu de devoir apprendre deux nouveaux langages, on peut s'en tenir aux connaissances acquises préalablement dans le cadre de la conception de site internet.

## Flutter
Flutter est un framework de développement mobile multiplateformes réactif utilisant le langage Dart. Dart et Flutter ont été créés par Google qui utilise le framework pour certaines de ses applications les plus importantes et le pousse constamment à devenir la solution ultime pour la création d’applications multiplateformes. Sa version alpha initiale était de retour en mai 2017, elle est donc beaucoup plus jeune que React Native.